# Unité urbaine de Cazères
L'unité urbaine de Cazères est une unité urbaine française centrée sur la ville de Cazères, département de la Haute-Garonne.

## Données globales
En 2010, selon l'Insee, l'unité urbaine de Cazères est composée de trois communes, toutes situées dans l'arrondissement de Muret, subdivision administrative du département de la Haute-Garonne.
L'unité urbaine de Cazères appartient à l'aire urbaine de Toulouse.

## Délimitation de l'unité urbaine de 2020
En 2020, l'Insee a procédé à une révision des délimitations des unités urbaines  de la France; celle de Cazères est toujours composée de trois communes.

### Communes
Liste des communes appartenant à l'unité urbaine de Cazères selon la nouvelle délimitation de 2020 et sa population municipale en 2020 (liste établie par ordre alphabétique) :
| Nom       | Code Insee | Département   | Statut       | Superficie (km2) | Population (dernière pop. légale) | Densité (hab./km2) | Modifier                                    |
| --------- | ---------- | ------------- | ------------ | ---------------- | --------------------------------- | ------------------ | ------------------------------------------- |
| Cazères   | 31135      | Haute-Garonne | ville-centre | 19,55            | 4 818 (2022)                      | 246                | modifier les données · modifier les données |
| Couladère | 31153      | Haute-Garonne | banlieue     | 2,18             | 413 (2022)                        | 189                | modifier les données · modifier les données |
| Palaminy  | 31406      | Haute-Garonne | banlieue     | 11,13            | 772 (2022)                        | 69                 | modifier les données · modifier les données |

## Évolution démographique
L'évolution démographique ci-dessous concerne l'unité urbaine selon le périmètre défini en 2020.
| 1968  | 1975  | 1982  | 1990  | 1999  | 2007  | 2012  | 2013  | 2014  |
| ----- | ----- | ----- | ----- | ----- | ----- | ----- | ----- | ----- |
| 4 210 | 4 238 | 4 184 | 4 117 | 4 240 | 5 338 | 6 127 | 6 121 | 6 115 |

| 2015  | 2016  | 2017  | 2019  | 2020  | 2021  | 2022  | - | - |
| ----- | ----- | ----- | ----- | ----- | ----- | ----- | - | - |
| 6 105 | 6 120 | 6 122 | 6 029 | 5 979 | 5 984 | 6 003 | - | - |